# Luftfracht

Beladungsvorgang (Unit Load Device)

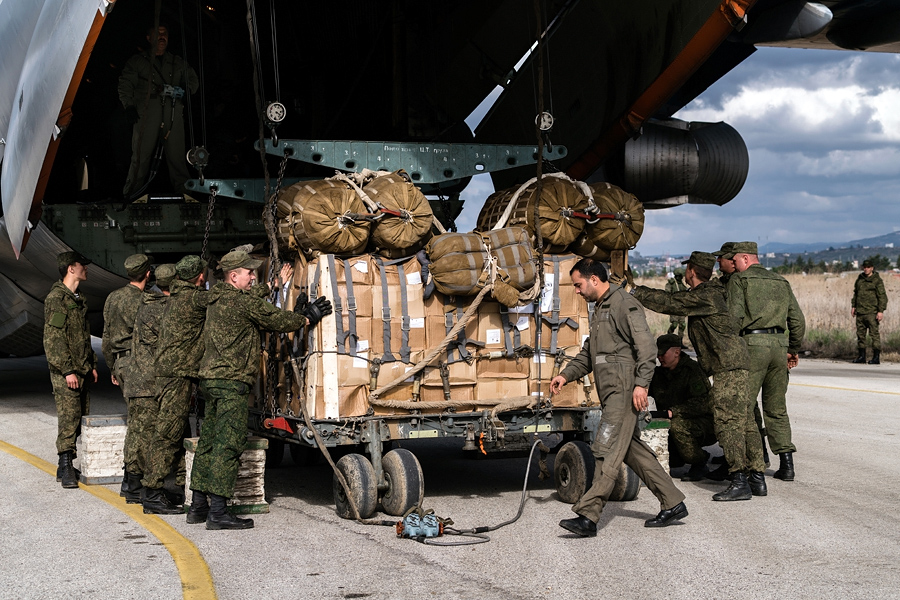
Militärische Luftfracht

Die Luftfracht (englisch air freight, cargo) umfasst alle Güter, die durch Luftverkehr mittels Luftfrachtbrief durch Luftfrachtführer transportiert werden („Luftverlastung“).

## Geschichte
Kein anderer Verkehrsträger hat seit 1970 so hohe Zuwachsraten bei Transportleistungen erzielt wie das Frachtflugzeug. Einer der Gründe dafür ist, dass die Arbeitsteilung in der Weltwirtschaft intensiver geworden ist und der Anteil hochwertiger Güter am Außenhandel angestiegen ist.
Die zivile Luftfracht hat seit den 1960er Jahren stark zugenommen. Etwa die Hälfte der weltweiten Luftfracht wird in den Unterdecks von Passagierflugzeugen transportiert, die andere Hälfte von spezifischen Frachtflugzeugen. An praktisch jedem Flughafen wird auch Luftfracht abgefertigt (Ein-, Um- und Ausladen). Die durchschnittliche Größe von Passagiermaschinen und Frachtmaschinen hat zugenommen. Militärische Luftfracht wurde und wird in sogenannten Transportflugzeugen transportiert; deren Ära begann im Zweiten Weltkrieg.
Einige Fracht- bzw. Transportflugzeuge wurden zu dem Zweck entwickelt bzw. gebaut, besonders große und schwere Güter transportieren zu können (Näheres hier und hier).

## Vor- und Nachteile

### Vorteile

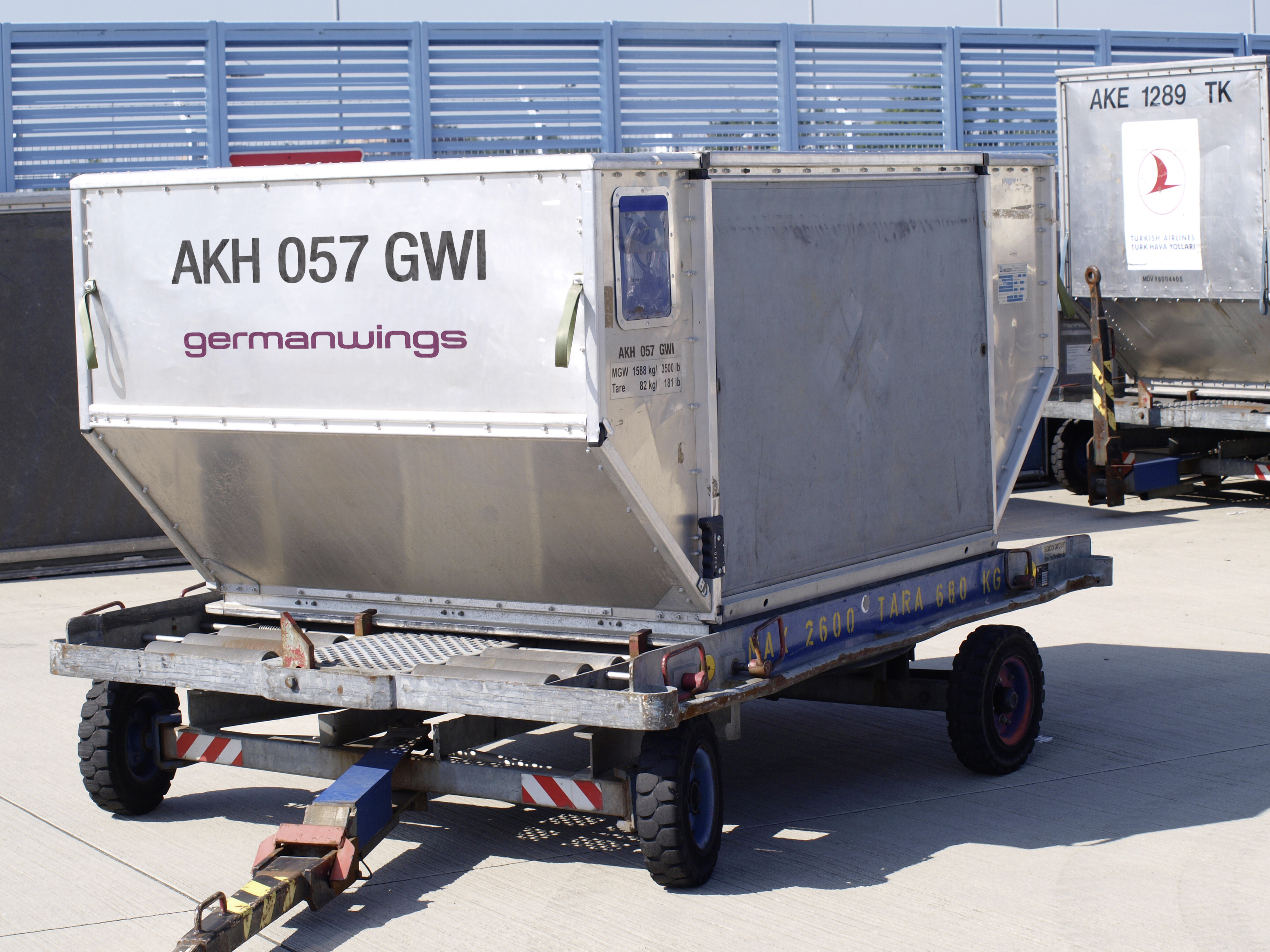
Luftfracht-Container Typ AKH

Die Leistungsmerkmale in der Luftfracht sind:
- Schnelligkeit – das Flugzeug bietet auf Mittel- und Langstrecken die kürzeste Beförderungszeit aller Verkehrszweige.
- Sicherheit – auch hier ist die kurze Transportdauer entscheidend, neben der Unabhängigkeit von Natureinwirkungen und Erschütterungen während Umschlag und Transport.
- Zuverlässigkeit – die Flugpläne werden oft auf die Minute eingehalten, so dass die Sendung in der Regel zeitlich exakt disponiert werden kann.
- Niedrige Kapitalbindungskosten – Auf lange Sicht kann ein Transport per Luftfracht günstiger sein, weil Lagerungskosten und Wartezeiten minimiert werden bzw. gar nicht erst entstehen. Ein weiterer Vorteil ist somit die kurze Kapitalbindung.

Auf Grund dieser Leistungsmerkmale hat sich eine Reihe von Luftfrachtgütern herausgebildet, die alle eine Eilbedürftigkeit haben:
- Lebende Tiere, Blumen und „exotische“ Früchte (Flugobst), Zeitungen und Filme
- Mode- und saisonabhängige Waren, meist Textilien
- Ersatzteile, Terminsendungen, Luftpost
- Besonders hochwertige Waren, transportempfindliche und diebstahlgefährdete Ladung
- Hilfsgüter bei Katastrophenfällen
- Wichtige Dokumente
- Menschliche Organe sowie sterbliche Überreste

### Nachteile
- Luftfracht ist kostenintensiver als ein Transport am Boden (LKW, Bahn) oder per Seefracht
- Die Schadstoff- und Treibhausgas-Emissionen sind höher als bei anderen Verkehrsträgern[2]

## Rechtsgrundlagen
Da bei der Beförderung von Luftfracht zum Teil viele Länder überflogen werden, bedarf es verschiedener Abkommen, um diese Länder ungehindert überfliegen zu dürfen. Deshalb gründete eine Reihe westlicher Regierungen Mitte des 20. Jahrhunderts die International Civil Aviation Organization (ICAO). Mitglieder sind Staaten, die zivilen internationalen Luftverkehr betreiben und in die UNO wählbar sind. Die ICAO ist eine Unterorganisation der UNO.
Zudem hat die ICAO mit der Gründung ein gemeinsames Abkommen geschlossen, welches die Ziele hat, die Entwicklung und Förderung von zivilem Fluggerät, von internationalen Flughäfen und von gemeinsamen Flugsicherungseinrichtungen, Absprachen zur Erhöhung der Sicherheit im internationalen Luftverkehr und Maßnahmen abzustimmen, um ein geordnetes wirtschaftliches Wachstum und eine sinnvolle Arbeitsteilung der international tätigen Fluggesellschaften zu gewährleisten. Schließlich legte die ICAO Englisch als einheitliche Verkehrssprache in der Luftfahrt fest.
Die wichtigste Aufgabe der ICAO ist die Regelung der internationalen Verkehrsrechte, der so genannten „Freiheiten der Luft“. Zu dem Hoheitsgebiet eines Staates gehört auch der über dem Land liegende Luftraum. Also bedarf bereits das Überfliegen eines anderen Landes dessen ausdrücklicher Erlaubnis. Soll dort auch gelandet werden und sollen Passagiere, Gepäck, Fracht und Post abgesetzt, womöglich auch noch aufgenommen werden, sind entsprechend weiter gehende Vereinbarungen notwendig. Die internationalen Verkehrsrechte werden zwischen den Regierungen nach den Empfehlungen der ICAO völkerrechtlich verbindlich wechselseitig gewährt.
Die sieben Freiheiten des Luftverkehrs sind so zu unterscheiden:
1. Das Recht, das Gebiet des Vertragsstaates ohne Landung zu überfliegen.
2. Das Recht auf Landungen zu nichtgewerblichen Zwecken (also ein Recht zu technischen Landungen, wie Betriebsstoffaufnahmen, Reparaturen, Personalwechsel, nicht aber zum Absetzen oder Aufnehmen von Fluggästen, Fracht und Post).
3. Das Recht, Fluggäste, Fracht und Post abzusetzen, die in dem Gebiet des Staates aufgenommen worden sind, dessen Staatsangehörigkeit das Luftfahrzeug besitzt.
4. Sie ist praktisch die Umkehrung der 3. Freiheit – nämlich das Recht, Passagiere, Fracht und Post im Gebiet des Partnerstaates aufzunehmen, wenn sie für den Heimatstaat des Luftfahrzeuges bestimmt sind. Den Verkehr der 3. und 4. Freiheit bezeichnet man auch als „Nachbarschaftsverkehr“.
5. Das Recht, Fluggäste, Fracht und Post nach und von dritten Staaten zu befördern. Das bedeutet also, dass Flugzeuge einer Luftverkehrsgesellschaft, die im Land A beheimatet ist, im gewerblichen Luftverkehr nicht nur von ihrem Heimatland aus die Staaten B und C anfliegen, sondern auch Ladung zwischen den Staaten B und C befördern dürfen. Wenn die Länder B und C eigene Luftverkehrsgesellschaften haben, so verlieren diese einen Teil ihres Verkehrsaufkommens an die Gesellschaft des Landes A. Der Flug muss allerdings im Heimatland beginnen oder enden.
6. Sie ist eine Kombination der 3. und 4. Freiheit, allerdings muss der Flug nicht im Heimatland beginnen bzw. enden.
7. Das Recht, Verkehr zwischen Drittstaaten ohne Verbindung zum Heimatland zu betreiben. In der Praxis ist dieser Fall kaum anzutreffen.

Das Recht der 5. Freiheit kann nur ausgeübt werden, wenn es von beiden Vertragsstaaten gewährt worden ist, das heißt im Beispiel sowohl vom Staat B als auch vom Staat C. Ferner muss die Fluggesellschaft, auf der Rechte der 5. Freiheit ausgeübt werden dürfen, im Heimatstaat des Luftfahrzeuges beginnen oder enden.
Kabotage: Hierbei handelt es sich um das Recht, Passagiere, Post und Fracht zwischen zwei oder mehr Flughäfen innerhalb des Hoheitsgebietes eines ausländischen Staates zu befördern. Das Kabotagerecht wird auch als 8. Freiheit bezeichnet.
Diese so genannten „Freiheiten der Luft“ finden nur im Linienflugverkehr Anwendung.
Die Freiheiten 1 und 2 nennt man auch die nichtkommerziellen Verkehrsrechte, die Freiheiten 3 bis 5 die kommerziellen Verkehrsrechte.
Im europäischen Binnenmarkt gilt das Kabotagerecht für die Luftbeförderung für alle Luftverkehrsunternehmungen mit Sitz in einem EU-Mitgliedstaat; ein uneingeschränkter Zugang auf den US-Binnenmarkt für EU-Fluggesellschaften und umgekehrt ist beschlossen worden (Open-Skies-Abkommen).

## IATA
Da die Frachtpapiere in der Luftfracht einheitlich und die benutzten Abkürzungen international verständlich sein müssen, die Aufteilung der am Abflughafen gezahlten Frachtkosten geregelt und die Container genormt, haben sich, um dies zu regeln, internationale Fluggesellschaften zu der IATA zusammengeschlossen. Erstes Ziel der IATA ist die Vereinheitlichung aller Abfertigungsschritte, die bei der Beförderung von Passagieren und Fracht in Betracht kommen.
Die Hauptaufgaben sind zu unterscheiden in der Festlegung von einheitlichen Tarifen und der Dokumente, Festlegung von Richtlinien für den Bordservice, Standardisierung der Freigepäckgrenzen und der Erlass von Richtlinien für die Zulassung von IATA-Agenturen. Fast der gesamte Weltluftverkehr wird nach den Richtlinien der IATA betrieben. Mitglied der IATA können Fluggesellschaften nur dann werden, wenn sie von einem Staat zugelassen sind, welcher in der UNO wählbar ist und wenn sie nach einem veröffentlichten Flugplan Passagier- oder Frachtverkehr anbieten.

### Verkehrsgebiete der IATA
Da viele Fluggesellschaften nur regionale Interessen haben und um die wirtschaftlichen Besonderheiten der verschiedenen Weltregionen berücksichtigen zu können, hat die IATA die Erde in drei Konferenzgebiete aufgeteilt (Traffic Conference Areas). Die führenden Fluggesellschaften nehmen an allen Gebietskonferenzen teil, wobei eine Teilnahme nicht Pflicht ist.
Man spricht auch von der so genannten IATA-Geographie:
- Im ersten Konferenzgebiet befinden sich Grönland, Nordamerika, Mittelamerika und Südamerika sowie Hawaii.
- Im zweiten Konferenzgebiet befinden sich Europa, Afrika und der geographische mittlere Osten (mit dem Iran, aber auch Ägypten und Sudan sowie Zypern)
- Im dritten Konferenzgebiet befinden sich Asien und Australien.

### IATA-Agenturen
Die IATA hat weltweit Speditionen zu autorisierten Luftfrachtagenturen ernannt. Diese haben den Auftrag, die Interessen der IATA-Fluggesellschaften bei der verladenden Wirtschaft zu vertreten.

## Rechtscharakter des Luftfrachtvertrages
Der Luftfrachtvertrag ist, wie jeder andere Beförderungsvertrag auch, ein Werkvertrag. Rein rechtlich gesehen ist der Luftfrachtvertrag an keine bestimmte Form gebunden, damit kann der Vertrag auch mündlich geschlossen werden. Mit dem Luftfrachtvertrag wird in der Regel eine grenzüberschreitende Luftfrachtbeförderung vereinbart.

## Anwendbares Recht
Im Unterschied zu anderen Verkehrsträgern gibt es für die Luftfrachtbeförderung kein einheitliches internationales Recht.
Zu prüfen ist, welcher der folgenden zahlreichen internationalen Verträge Anwendung findet:
- das Warschauer Abkommen (WAK oder WA), auch Warschauer Abkommen alter Fassung, bzw. WA 1929, genannt; oder
- das Haager Protokoll (HP), auch Warschauer Abkommen neuer Fassung, bzw. WA 1955, genannt; oder
- das Montrealer Übereinkommen (MÜ), bzw. MÜ 1999 genannt.

Die Regelungen in den vorgenannten internationalen Verträgen sind für die Vertragspartner des Luftfrachtvertrages im Regelfall zwingend.
Soweit die vorgenannten Verträge jedoch keine Regelung vorsehen oder nicht zur Anwendung kommen können, ist ergänzend das heranzuziehende nationale Recht festzustellen und dessen Regeln anzuwenden. Zudem sind die vertraglichen Bedingungen, gegebenenfalls auch Allgemeine Geschäftsbedingungen zu prüfen (z. B. die IATA-Beförderungsbedingungen (AGB) oder die Beförderungsbedingungen einer Fluggesellschaft, die nicht IATA-Mitglied ist („Non-IATA-Carrier“)).

## Geltungsbereich der internationalen Verträge
Das Montrealer Übereinkommen (MÜ) gilt für die Unterzeichnerstaaten.
Nach Warschauer Abkommen (WAK) wird z. B. noch bei Verkehren mit Sub-Sahara Ländern gehaftet.
Bei Verträgen mit Staaten, die weder das WA (oder eine der Folgeregelungen) noch das MÜ unterzeichnet haben, kann im Einzelfall auch das -dann noch zu bestimmende- anwendbare nationale Haftungsrecht eine Rolle spielen.

## Haftung

### Allgemeines
Wird bei einem Luftfrachttransport das Transportgut beschädigt, lässt es sich nicht mehr vollständig auffinden (Substanzschäden) oder ist eine Verspätung eingetreten (Verspätungsschaden), muss erst überprüft werden, welches Recht anzuwenden ist (siehe oben „anwendbares Recht“).

### Haftungsprinzipien
Das Haftungsprinzip ist
- beim WA Verschuldenshaftung mit vermutetem Verschulden des Luftfrachtführers (also quasi eine umgekehrte Beweislast),
- beim MÜ jedoch verschuldensunabhängige Haftung für Substanzschäden, also Verlust oder Beschädigung der Güter (Art. 18, 22 Abs. 3 MÜ), Verschuldenshaftung für vermutetes Verschulden bei Verspätungsschäden (Art. 19, 22 Abs. 3 MÜ)

### Haftungsbeschränkungen und -ausschlüsse
Der Luftfrachtführer haftet im Regelfall jedoch nicht für
- Schäden aufgrund der Eigenart der Güter
- Schäden aufgrund mangelhafter Verpackung
- Schäden infolge von Krieg
- Schäden aufgrund hoheitlichen Handelns
- Schäden aufgrund vorhandener Mängel in den Gütern

Die Darlegungs- und Beweislast für das Vorliegen dieser Umstände liegt beim Luftfrachtführer (Art. 18 Abs. 2 MÜ).
Mitverschulden des Geschädigten wird nach allgemeinen Regeln anspruchsmindernd entgegengehalten (Art. 20 MÜ).

### Haftungszeitraum
Der Haftungszeitraum beginnt mit der Annahme des Gutes durch den Luftfrachtführer (welcher sich dazu verpflichtet, das Gut sachgemäß zu behandeln und zu transportieren); dieser Zeitraum endet mit der Übergabe an den Empfänger (Obhutszeitraum) (Art. 18 Abs. 3 MÜ).

### Haftungshöhe

#### Warschauer Abkommen
Gehaftet wird bei Güterschäden und Vermögensschäden nach Warschauer Abkommen mit
250 Goldfranken/kg.
Im Falle eines vorsätzlich oder leichtfertig herbeigeführten Schadens sind die vorgenannten Haftungshöchstgrenzen jedoch aufgehoben; es gilt dann eine unlimitierte Haftung (Art. 25 WA).

#### Montrealer Übereinkommen
Nach dem Montrealer Übereinkommen (MÜ) beträgt die Haftung 22 SZR je Brutto-Kilogramm (Stand 2020) sowohl für Substanz- wie für Verspätungsschäden (Art. 22 Abs. 3 MÜ).
Im Falle eines vorsätzlich oder leichtfertig herbeigeführten Schadens sind die vorgenannten Haftungshöchstgrenzen dennoch bindend (Umkehrschluss aus Art. 22 Abs. 5 MÜ)!
Allerdings wäre eine Erhöhung der Haftungshöchstbeträge (bis hin zu einem völligen Verzicht des Luftfrachtführers auf eine Haftungshöchstgrenze) nach Art. 25 MÜ zulässig, nicht jedoch ihre Reduzierung (vgl. Art. 26 MÜ).

### Reklamations- und Ausschlussfristen
- Reklamationen haben zu erfolgen
  - bei erkennbaren Schäden unverzüglich bei Ablieferung (WA/MÜ),
  - bei nicht erkennbaren Substanzschäden binnen 7 Tagen (WA), bzw. 14 Tagen (MÜ) schriftlich,
  - bei Verspätungsschäden binnen 14 Tagen (WA), bzw. 21 Tagen (MÜ) schriftlich.

- Sowohl nach Art. 29 WA als auch nach Art. 35 MÜ sind alle Ansprüche spätestens binnen 2 Jahren taggenau geltend zu machen (Ausschlussfristen!)

## Dokumente
Der Luftfrachtbrief (Air Waybill – kurz: AWB) ist nach Art. 4 WA vorgeschrieben, nach Art. 4 MÜ ist auch jedes andere Mittel der Darstellung zulässig. Der AWB ist ein internationales Beförderungsdokument und wird daher im Regelfall auf Englisch ausgestellt (zulässig sind aber auch die anderen 5 Weltsprachen der UNO oder eine ausdrücklich vereinbarte Sprache). Die Funktionen des Luftfrachtbriefes sind unter anderem:
- Der Beweis über den Abschluss eines Luftfrachtvertrages
- Eine Empfangsbestätigung der Fluggesellschaft
- Anerkenntnis des Absenders der Rechtsgrundlagen
- Er kann als Frachtrechnung dienen
- Er wird als Gestellungsverzeichnis für die Zollanmeldung verwendet
- Dient als Versicherungsschein, wenn eine Transportversicherung mit der Fluggesellschaft abgeschlossen wurde

Der AWB ist nicht übertragbar und kein Warenwertpapier. Für die Richtigkeit der Angaben haftet der Absender (Belader).

## Praxis
Sind mehrere Container nicht so verladbar, dass sie gleichmäßig vom Gewicht her im Flugzeug verteilt werden können, werden Container mit Ballast eingeladen, um die Trimmung des Flugzeugs zu gewährleisten.
Teilweise werden Passagierflugzeuge auch als Frachtflugzeuge verwendet, wobei jedoch kein Passagier befördert wird. Das Frachtgut (jedoch nur Stückgut) wird dann auf die abgedeckten Sitze gelegt.
Ein Großteil der Luftfracht (22 Prozent der US-Luftfracht, rund fünfzig Prozent in Europa) wird nicht in eigenen Frachtmaschinen transportiert, sondern im Belly von Passagierflugzeugen mitgenommen.

## Luftfrachtspediteure
2021 hatten nach Erhebung durch Armstrong & Associates folgende Spediteure eine Luftfracht über eine Million Tonnen:
1. Kühne + Nagel (Schweiz)
2. DHL (Deutschland)
3. DSV (Dänemark)
4. DB Schenker (Deutschland)
5. Expeditors International (USA)